# سیارک ۸۲۰۷
سیارک ۸۲۰۷ (به انگلیسی: 8207 Suminao، نامگذاری:1994YS1) هشت هزار و دویست و هفتمین سیارک کشف شده‌است که در ۳۱ دسامبر ۱۹۹۴ کشف شد.
قدر مطلق سیارک برابر ۱۴.۱ است.